# Thomas Gallagher (Politiker, 1850)

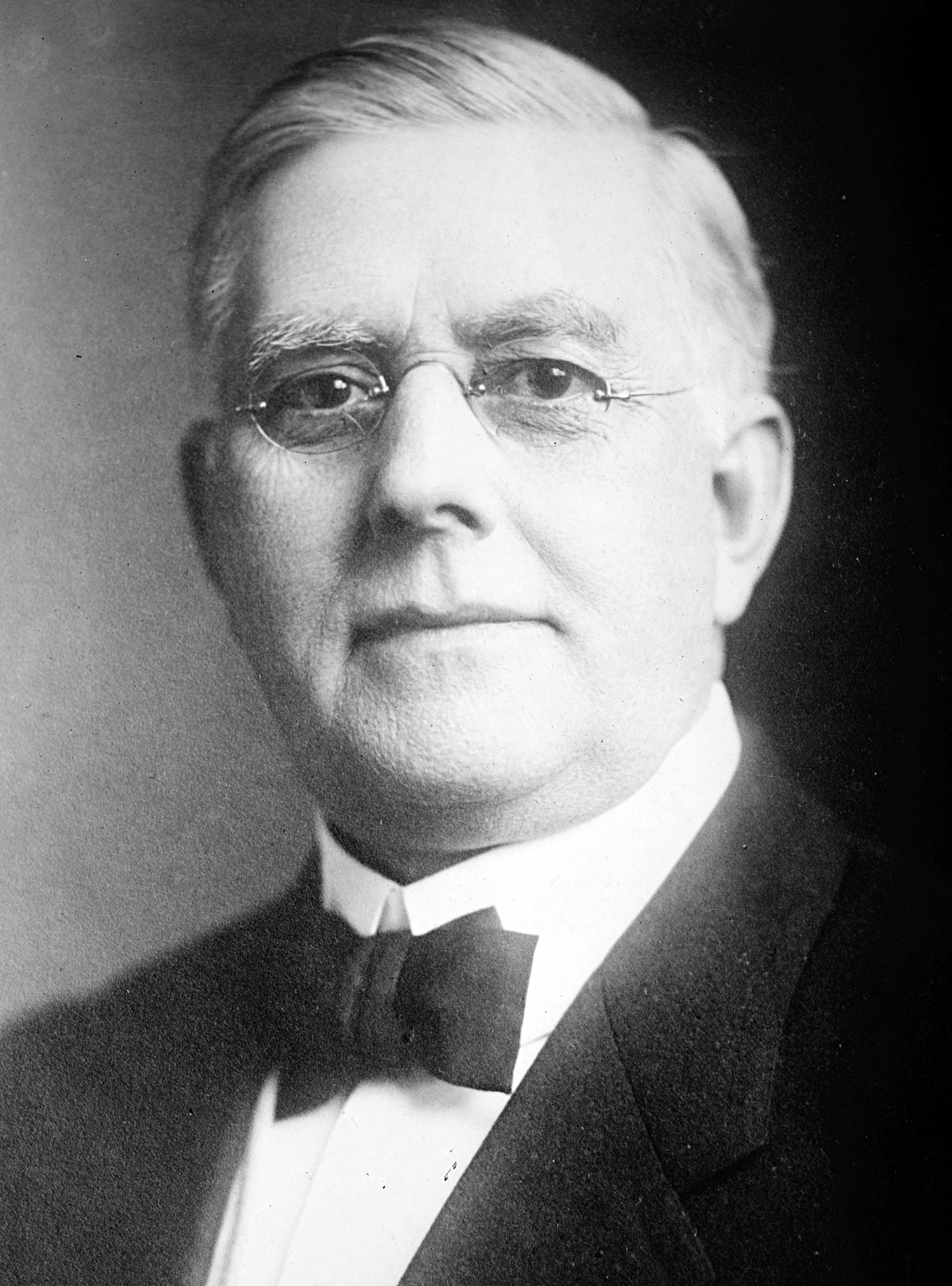
Thomas Gallagher

Thomas Gallagher (* 6. Juli 1850 in Concord, New Hampshire; † 24. Februar 1930 in San Antonio, Texas) war ein US-amerikanischer Politiker der Demokratischen Partei, der den Bundesstaat Illinois mehrere Jahre im US-Repräsentantenhaus vertrat.

## Leben
Gallagher, der sich 1866 in Chicago niederließ, lernte nach dem Besuch öffentlicher Schulen den Beruf des Eisenformers und gründete 1878 selbst ein Unternehmen in Chicago. Später wurde er Direktor der State Savings Bank im Cook County. Seine politische Laufbahn begann er in der Kommunalpolitik und war zunächst von 1893 bis 1897 Mitglied des Stadtrates von Chicago sowie anschließend Mitglied zwischen 1897 und 1903 Mitglied des Schulrates (Board of Education). Während dieser Zeit war er 1902 zugleich auch Vorsitzender des Zentralkomitees der Demokratischen Partei im Cook County sowie danach 1906 und 1907 Vorsitzender des Komitees der Demokraten in diesem County.
Bei den Kongresswahlen 1908 wurde Gallagher für die Demokraten erstmals in das US-Repräsentantenhaus gewählt und vertrat dort nach fünf anschließenden Wiederwahlen vom 4. März 1909 bis zum 3. März 1921 den achten Kongresswahlbezirk von Illinois. Während dieser Zeit wurde er 1909, 1911 und auch 1913 Mitglied des Exekutivkomitees der Demokraten im Cook County. 1920 bewarb er sich um eine erneute Kandidatur, unterlag jedoch seinem parteiinternen Mitbewerber Stanley H. Kunz, der anschließend in den 67. Kongress gewählt wurde.
Gallagher zog sich daraufhin aus dem aktiven politischen Leben zurück und lebte in Chicago. Nachdem er während eines Besuches in San Antonio gestorben war, wurde er nach seiner Überführung auf dem St. Boniface Cemetery in Chicago beigesetzt.